# 501省道 (福建省)
501省道，又称平潭环岛路、岚环线，是中国福建省联络线省道之一。S501省道路线的起点连接平潭县环岛东路，终于平潭县环岛南路，与同为平潭境内省道的S502相通。